# زیردریایی یو-۷۰۱
زیردریایی یو-۷۰۱ (به انگلیسی: German submarine U-701) یک زیردریایی است که طول آن ۶۷٫۱ متر (۲۲۰ فوت ۲ اینچ) می‌باشد. این زیردریایی در سال ۱۹۴۱ ساخته شد.